# アランドラ・スター
アランドラ・スター（英語: Arandora Star）は、1927年竣工のイギリスの貨客船。第二次世界大戦時にイギリス政府によって徴用され、強制収容下のドイツ・イタリアの民間人や捕虜をイギリスからカナダへ輸送中、1940年7月2日にドイツ潜水艦の雷撃で沈没、800人以上の死者を出した。

## 船歴
本船は、イギリスのバーケンヘッドにあるキャメル・レイアード造船所で建造され、1927年5月に竣工した。当初の船名は「アランドラ」で、後に「アランドラ・スター」と改名している。総トン数は12,847トン、最高速力18.5ノットの高速客船だった。ブルー・スター・ライン社の所有船として、ロンドン＝アルゼンチン航路に就航した。ブルー・スター・ライン社は、1929年に世界恐慌が起きると、南米定期航路だけでなくクルーズ客船事業にも参入している。1937年に「アランドラ・スター」は、フレデリック・レイランドの会社所有になった。
1939年9月に第二次世界大戦が勃発すると、「アランドラ・スター」はイギリス海軍によって補助巡洋艦への改装が検討されたが不適格と判定された。航行中に使用可能な新型防雷網の試験のため、同年12月にエイヴォンマスに回航されて改装され、ポーツマスを拠点としてイギリス海峡で3ヶ月間に渡って試験航海に従事した。新型防雷網は魚雷を有効に阻止して、速力低下も1ノットにとどまったが、試験後に撤去された。
1940年5月に「アランドラ・スター」は軍隊輸送船として徴用された。ほとんどの客室やラウンジなどの調度品は撤去され、2-3段式の簡易ベッドが設置されて、兵員約1,500人を収容可能となった。
1940年5-6月、「アランドラ・スター」はノルウェーからの撤退作戦（アルファベット作戦）に投入された。5月30日にリヴァプールから出航すると、護衛無しでノルウェー北部のハーシュタに行き、イギリス空軍要員を中心にフランス兵・ポーランド兵若干を含む1,600人を救出した。
ノルウェーから帰還した「アランドラ・スター」は、すぐにフランスからの撤退作戦（エアリアル作戦）に投入された。1940年6月14日にグラスゴーから出航してブレストに向かったが、ドイツ空軍の空襲により入港できず、ボートで脱出してきた難民6人を収容できただけだった。駆逐艦の護衛の下でファルマスに回航して給炭後、6月17日にキブロン湾に進出してサン＝ナゼールからの脱出者約300人を収容してイギリスへ戻った。さらにバイヨンヌに赴いて、駆逐艦の援護でドイツ空軍の攻撃を防ぎながら、浜辺からはしけで約500人を収容してファルマスへ運んだ。最後にサン＝ジャン＝ド＝リュズにも入港して、追い詰められたポーランド兵と難民約1,700人をドイツ空軍の空襲寸前に救出し、リヴァプールに帰還した。
その後、「アランドラ・スター」は、イギリス本土所在のドイツ人捕虜と敵国人として強制収容されたドイツ及びイタリアの民間人を、カナダへ移送する任務を命じられた。しかし、詳細は後述のとおり、出航翌日の1940年7月2日、アイルランド北西沖の洋上でドイツ潜水艦「U-47」の雷撃により沈没し、乗船者800人以上が死亡する惨事となった。

## 沈没
フランスからの撤退作戦を終えた「アランドラ・スター」は、リヴァプールでドイツ人捕虜と、強制収容中のドイツ人・イタリア人の民間人を乗船させた。イギリス政府は開戦後、国内に居住しているドイツ人・オーストリア人の16歳から70歳までの民間人男性のうち第五列である危険性が高いナチスドイツ支持者に限って収容所に拘束していたが、ドイツ軍のイギリス本土上陸の危険が高まった1940年5月には約8,000人を追加的に強制収容していた。同年6月10日にイタリアがイギリスに宣戦布告すると、16歳から70歳までのイタリア人男性のうちファシストか在留歴20年未満の者4,000人も強制収容されており、イギリス政府はこれらの敵国人を拘束中の捕虜とともに英連邦のカナダやオーストラリアに設置した収容所へ移送する計画を進めていた。「アランドラ・スター」は敵国人・捕虜輸送船の第一陣に選ばれ、イタリア・ドイツ民間人約1200人とドイツ軍捕虜86人の合計約1,300人が収容された。また、護送要員としてイギリス陸軍兵士200人と船員174人が乗り組んだ。
「アランドラ・スター」に乗せられた捕虜や収容者たちは、客室を改装した兵員居住設備の使用を認められず、船倉の第二甲板と第三甲板に簡易ベッドを設置した居住区を割り当てられた。居住区は公安当局の指示により有刺鉄線で封鎖されたが、緊急時に有刺鉄線を切断するための器具は搭載されなかった。船長はジュネーヴ条約違反だと抗議したが、受け入れられなかった。搭載された救命ボートは12隻であったが、その最大容量は680人しかなかった。救命いかだも不足で、収容者用の救命胴衣も全くなかった。また、船体は軍艦と同じく灰色で塗装され、民間人や捕虜を移送中であることを示す標識は施されなかったが、そもそも当時の戦時国際法上、病院船の場合と異なって捕虜保護のための標識制度が確立されていなかった。
1940年7月1日、「アランドラ・スター」はリヴァプールを出港した。イギリス海軍の護衛艦不足のため、高速船の「アランドラ・スター」には護衛が随伴せず、護送船団を組まない単独航海だった。「アランドラ・スター」はノース海峡を通過し、15ノットの速力で之字運動しながら航行、7月2日午前6時頃にアイルランド島北西沖360kmの北緯56度30分 西経10度38分 / 北緯56.500度 西経10.633度付近に差し掛かった時、ドイツ潜水艦「U-47」（艦長：ギュンター・プリーン大尉）の雷撃を受けた。「U-47」が発射した2本の魚雷のうち1本が、「アランドラ・スター」左舷中央部の機関室側面に命中し、同船は浸水のため25分後または1時間半後に沈没した。

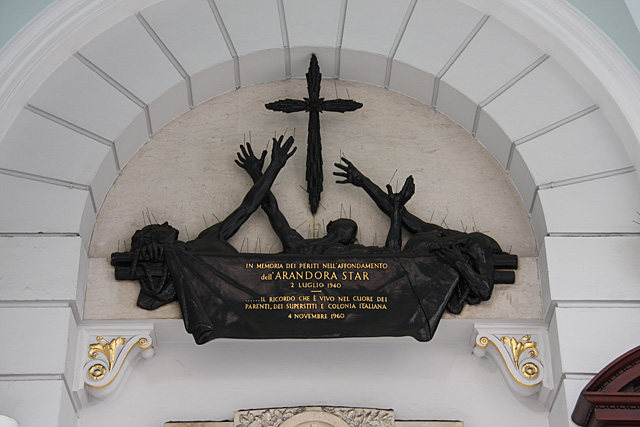
ロンドンのセント・ピーターズ・イタリア人教会にある記念飾。

「アランドラ・スター」に沈没が迫るなか、船長は護送指揮官に対して有刺鉄線の開放を求めて拒否されたが、船員や兵士に対して権限外の指示を出して有刺鉄線を除去させた。しかし、有刺鉄線を切断できる道具がないため作業は進まず、沈没までに約3分の1の収容者が脱出できたのみであった。救難信号を受信した漁船やカナダ海軍駆逐艦「サン・ローラン」が救助に駆けつけたが、イタリア人470人・ドイツ人243人と護送兵37人・船員55人の計805人が死亡した。アイルランドの海岸には多数の遺体が漂着した。「アランドラ・スター」の沈没は、第二次世界大戦におけるイギリス商船の人的損害で4番目に多い事例となった。
翌7月3日にイギリス海軍省は「アランドラ・スター」の遭難を公表したが、「捕虜が指示に従わずに乱闘を起こし、救命艇を勝手に操作して破壊するなど無秩序な行動のため死者が増えたものでイギリス側に責任はない」旨の虚偽の説明をした。その後に開かれたイギリス海軍の査問委員会により、実態が判明している。海軍の調査によれば、船上で捕虜による騒動は起きていなかった。また、イギリス政府は「アランドラ・スター」に乗っていたイタリア人・ドイツ人がファシストかナチス支持者だけであったと説明したが、実際にはユダヤ人難民などの反ファシズム・反ナチス的な人物が多く、ハリー・スネルの調査報告では強制収容・移送の人選に問題があったと指摘されたものの非公開となっている。
「アランドラ・スター」の生存者のうち健康な200人は、家族に連絡を取る間もなく別の輸送船「ドゥネラ」に乗船させられ、7月10日にオーストラリアへ出航した。「ドゥネラ」の船内環境もジュネーヴ条約の捕虜待遇基準を下回る劣悪なものであった。生存者たちは、55日間の船旅の後にオーストラリアのビクトリア州タトゥラの収容所に入った。なお、1940年7月10日までの間に「アランドラ・スター」「ドゥネラ」のほか3隻の船で、総計7,500人のドイツ人・イタリア人がイギリス本土外へ移送された。1940年8月にイギリス政府は敵国人の強制収容の縮小を決め、同年10月以降に5,000人を保護観察付きで釈放したが、同年12月時点で依然として19,000人（海外所在含む）が強制収容中だった。
「アランドラ・スター」の犠牲者を悼んで、1960年にロンドンのセント・ピーターズ・イタリア人教会に記念施設が作られた。事件から70周年の2010年には、カーディフのカーディフ・メトロポリタン大聖堂に新たな記念施設が設置された。